# Jean-Sébastien Rouillard
Jean-Sébastien Rouillard (1789 – Parigi, 10 ottobre 1852) è stato un pittore francese.

## Biografia
Fu lo studente di Jacques-Louis David, guadagnò molte commissioni ufficiali, in particolare per il Musée de l'Histoire de France al castello di Versailles. È stato insignito della Légion d'honneur.
Sposò la pittrice Aldrovandine Françoise Julie Lenoir, che morì nel 1832 di colera a Parigi. Avevano due figli, tra cui la talentuosa pittrice dilettante Stéphanie (1822-1908), che nel 1842 sposò l'agronomo Victor Rendu. La tomba di famiglia è nella prima parte della prima divisione del Cimetière du Montparnasse